# Amy Hobby
Amy L. Hobby (* 1964 oder 1965) ist eine US-amerikanische Filmproduzentin und Filmschaffende, die 2016 für ihren Dokumentarfilm What Happened, Miss Simone? für einen Oscar nominiert worden ist und mit weiteren Filmpreisen ausgezeichnet wurde.
Hobby ist zusammen mit Anne Hubbell die Gründerin der Filmproduktionsfirma Tangerine Entertainment. Das Tribeca Film Institute ernannte sie im November 2015 zur Vizepräsidentin.

## Leben
Amy Hobby, die zur Produzentin preisgekrönter Spielfilm- und Fernsehproduktionen wurde, graduierte an der Rice University in den Fächern Politikwissenschaft und Kunstgeschichte, und nahm mit ihrem Abschlussfilm am Programm der New York University teil.
Ihre Arbeit umfasst abendfüllende Dramen ebenso wie Dokumentationen. Sie gehört zu den Produzenten, die auf ein breites Spektrum dessen setzen können, was man für die Produktion eines Filmes benötigt. Einen Ruf hat sie sich insbesondere als Filmemacherin von wagemutigen, charakterstarken Persönlichkeiten erworben. Ihre Karriere startete Hobby 1994 mit dem Horror-Drama Nadja mit Elina Löwensohn in der Titelrolle, in dem auch David Lynch mit von der Partie war. Premiere feierte der Film auf dem Sundance Film Festival, wo er von dem unabhängigen Studio October Films erworben wurde. Im Jahr 1997 trat Hobby als Co-Produzentin des vielfach preisgekrönten romantischen Dramas Sunday auf, das, neben weiteren Preisen, auf dem Sundance Film Festival mit dem Großen Preis der Jury und dem Waldo Salt Screenwriting Award ausgezeichnet wurde. Im Rahmen des Un Certain Regard wurde der Film auch im Museum of Modern Art präsentiert und lief auf weiteren Festivals.
Im Jahr 2000 produzierte Hobby die Literaturverfilmung Hamlet mit Ethan Hawke, Kyle MacLachlan, Sam Shepard und Bill Murray, die von Miramax Films verbreitet wurde. Das Episodendrama Thirteen Conversations About One Thing mit Alan Arkin, John Turturro und Matthew McConaughey, über fünf Menschen, die in New York auf der Suche nach dem Glück sind, wurde von Hobby co-produziert. Daran schloss sich die Entwicklung und Produktion des Spielfilms Secretary, einer Mischung aus Liebesdrama und schwarzer Komödie an, die auf dem Sundance Film Festival mit dem Spezialpreis der Jury und weiteren Auszeichnungen bedacht und für solche nominiert wurde. Hobby wurde dafür mit dem Golden Orange Award geehrt. Maggie Gyllenhaal verdankt dem Film außerdem ihren Aufstieg zum Star.
Ein weiteres Projekt, in das Hobby involviert war, war eine groß angelegte Bildungs-Dokumentation über Sexualerziehung in Amerika, die in zehn Städten durchgeführt wurde und sich über mehr als zwei Jahre hinzog: Let’s Talk About Sex (2009). Hobby, die ihrem Konto inzwischen neun Sundance-Premieren gutschreiben konnte, wandte sich nunmehr hochkarätigen Dokumentarfilmen zu, darunter auch And Everything Is Going Fine (2010), beruhend auf den Tagebüchern des Monologisten, Schauspielers und Autors Spalding Gray unter der Regie von Steven Soderbergh. In der Low-Budget-Teenie-Komödie The Virginity Hit von 2010 trat Hobby als Co-Produzentin neben Will Ferrell auf.
Die Dokumentation Love, Marilyn (2012) von Liz Garbus, die intime Blicke in bisher nicht gezeigte Tagebücher und Notizen von Marilyn Monroe wirft, gehört ebenso zu Hobbys Produktionen, wie das preisgekrönte komödiantische Drama Gayby, in dem ein homosexuelles Paar beschließt, ein Kind zu bekommen. Hobby produzierte diesen Film mit Anne Hubbell, ihrer Partnerin bei Tangerine Entertainment. Der Film wurde 2012 auf dem Ashland Independent Film Festival mit dem gleichnamigen Award ausgezeichnet, und gewann weitere Preise neben weiteren Nominierungen. Die Dokumentation Shepard & Dark, die Hobby 2012 produzierte, erzählt von der Freundschaft zwischen dem amerikanischen Dramaturgen und Schauspieler Sam Shepard und Johnny Dark, deren Beziehung sich über Jahrzehnte in erster Linie durch Briefe definiert. Hobby wurde dafür auf dem Woodstock Film Festival mit dem Jury Prize in der Kategorie „Bester Dokumentarfilm“ ausgezeichnet. Außerdem war sie Gewinnerin des „Best Documentary Award“ auf dem Cleveland International Film Festival, jeweils zusammen mit Treva Wurmfeld. Für ihre Dokumentation über Leben und Karriere der amerikanischen Jazz- und Bluessängerin Nina Simone unter dem Titel What Happened, Miss Simone? ist Hobby 2016 zusammen mit Liz Garbus und Justin Wilkes für einen Oscar in der Kategorie „Bester Dokumentarfilm“ nominiert.
Hobby zeigt sich gegenüber Independent-Projekten sehr aufgeschlossen, auch ist sie für die Writers Guild Association tätig und besucht Filmfestivals auf der ganzen Welt. Sie ist eines der Mitglieder der Jury für die Independent Spirit Awards, GenArt, Florida Film Festival, und die Golden Trailer Awards. Die Filmemacherin ist in New York ansässig.

## Filmografie (Auswahl)

### Produzent
- 1994: Nadja
- 1994: Schlaflos (Insomnia)
- 1994: Bad Apples
- 1997: Tempête dans un verre d’eau
- 1997: Sunday
- 1998: Trance
- 1999: Spy Games – Agenten in der Nacht (History Is Made at Night)
- 2000: Hamlet
- 2001: Thirteen Conversations About One Thing
- 2002: Secretary
- 2002: Let the Church Say, Amen
- 2003: Coney Island Baby (auch Regie)
- 2003: Undermind
- 2005: Love, Ludlow
- 2005: Independent Lens – Let the Church Say Amen (Fernsehserie)
- 2006: Send in the Clown
- 2007: Adrift in Manhattan
- 2007: Dear Lemon Lima (Kurzfilm)
- 2007: Severed Ways: The Norse Discovery of America
- 2007: All Saints Day (Kurzfilm)
- 2009: Paradise (Dokumentation)
- 2009: Let’s Talk About Sex (Dokumentation)
- 2010: And Everything Is Going Fine (Dokumentarfilm)
- 2010: The Virginity Hit
- 2012: Love, Marilyn (Dokumentation)
- 2012: Gayby
- 2012: Shepard & Dark (Dokumentarfilm)
- 2013: Untitled Artificial Heart Project (Dokumentation)
- 2013: Lucky Them – Auf der Suche nach Matthew Smith (Lucky Them)
- 2015: What Happened, Miss Simone? (Dokumentarfilm)
- 2015: The Erotic Fire of the Unattainable
- 2016: The Last Laugh (Dokumentarfilm)
- 2016: Billy & Ray
- 2016: Paint It Black
- 2016: Keep the Change
- 2024: 1-800-On-Her-Own (Dokumentarfilm)

### Kamera, Elektrik und wie angegeben
- 1989: Luxus, Sex und Lotterleben (Scenes from the Class Struggle in Beverly Hills; als Amy L. Hobby)
- 1990: A Cry in the Wild
- 1990: Mord am Rainbow Drive (Rainbow Drive, Fernsehfilm)
- 1991: Iron Maze – Im Netz der Leidenschaft (Iron Maze)
- 1992: Demonic Toys (Video)
- 1992: Mein Vetter Winnie (My Cousin Vinny)
- 1993: Loaded Weapon 1 (National Lampoon’s Loaded Weapon 1)
- 1994: Ed Wood (Assistentin des Produzenten)
- 1994: Bad Apples
- 1995: At Sundance (Dokumentation; Regie)
- 2007: Independent Lens – Billy Strayhorn: Lush Life (Fernsehserie-Dokumentation; Produktionsberaterin)
- 2014: Gefangen – Der Prozess der Pamela Smart (Captivated: The Trials of Pamela Smart, Dokumentarfilm; Projektberaterin)

## Auszeichnungen
- 2003: Gewinnerin des Golden Orange Award für Secretary und Thirteen Conversations About One Thing bei den Florida Film Critics Circle Awards. Begründung: „Für eine konsistente Qualität und Abenteuerlust bei der Filmproduktion.“
- 2003: Nominiert für den Independent Spirit Award in der Kategorie „Best Feature“ für das Filmdrama Secretary
zusammen mit Andrew Fierberg und Steven Shainberg
- 2003: Gewinnerin des Jury Award auf dem Newport International Film Festival, Rhode Island in der Kategorie „Bester erster Regisseur“ für Coney Island Baby
- 2012: Gewinnerin des Jury Prize auf dem Woodstock Film Festival in der Kategorie „Bester Dokumentarfilm“ für Shepard & Dark
  - zusammen mit Treva Wurmfeld
- 2013: Gewinnerin des Best Documentary Award für Shepard & Dark auf dem Cleveland International Film Festival
  - zusammen mit Treva Wurmfeld
- 2015: Nominiert für den IDA Award von der International Documentary Association in der Kategorie „Best Feature“ für den Kurzfilm What Happened, Miss Simone?
  - zusammen mit Liz Garbus, Jayson Jackson und Justin Wilkes
- 2016: Oscarnominierung für What Happened, Miss Simone?
  - zusammen mit Liz Garbus und Justin Wilkes